# アドリアーン・ファン・デル・ウェルフ
アドリアーン・ファン・デル・ウェルフ（Adriaen van der Werff、1659年1月21日 - 1722年11月12日）はオランダの画家である。

## 略歴
現在はロッテルダムの一部となっているKralingenで製粉業者の息子に生まれた。ロッテルダムの画家、コルネリウス・ピコレット(Cornelius Picolet: 1669–1670)とエグロン・ファン・デル・ネール(1671–1676)の弟子をした後、1676年に独立した。1691年から1695年の間はロッテルダムの聖ルカ組合の組合長を務めた。1697年に当時多くのオランダの画家を雇い入れていた、プファルツ選帝侯ヨハン・ヴィルヘルムの宮廷画家となり、年の半分をデュセルドルフで働き、報酬を得ることになった。1703年には貴族の地位を与えられた。ヨハン・ヴィルヘルムが1716年に亡くなるまで宮廷画家として働き、その後ロッテルダムに戻り、6年後にロッテルダムで没した。
洗練された技巧で風俗画や神話、聖書に題材をとった作品を描いた。当時最も称賛されたオランダの画家の1人になり、ヨーロッパ各地の宮廷からも仕事を依頼された。1718年に出版されたアルノルト・ホウブラーケンの画家たちの伝記『大劇場』では、オランダの画家の中で最も偉大な人物と称賛され、18世紀を通じて高い評価をえていた。
弟のピーテル・ファン・デル・ウェルフ(Pieter van der Werff: 1665-1722)が弟子であり助手を務めた。

## 作品

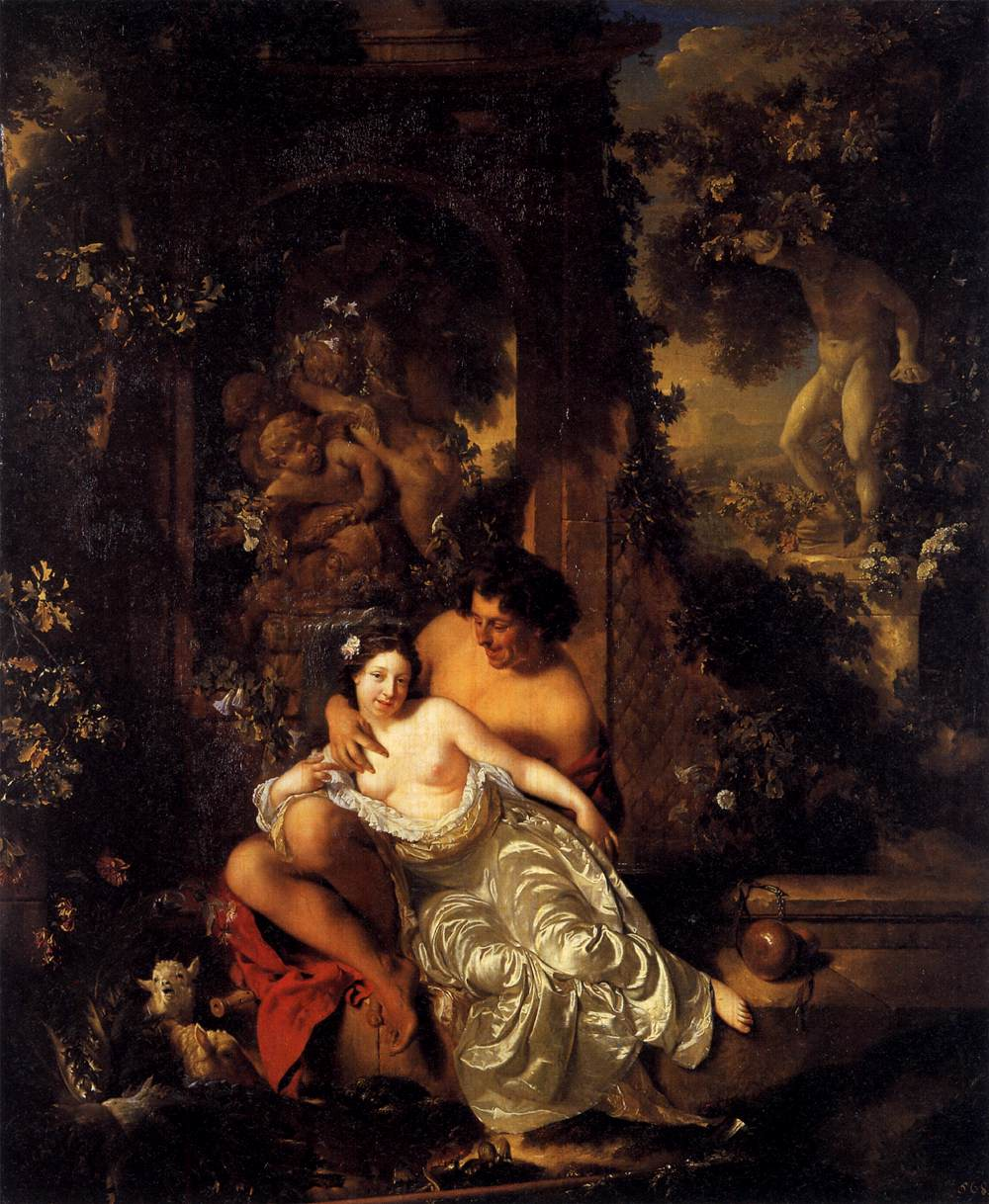
Schäferszene (1689)
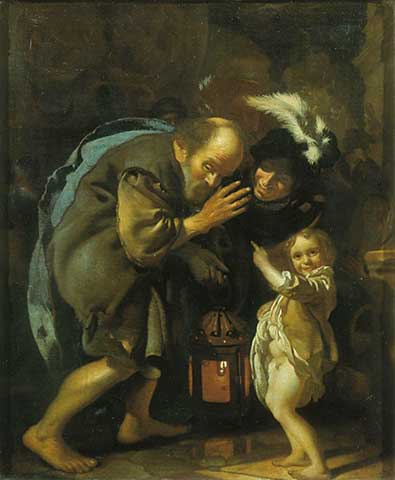
賢人を探すディオゲネス(1699)
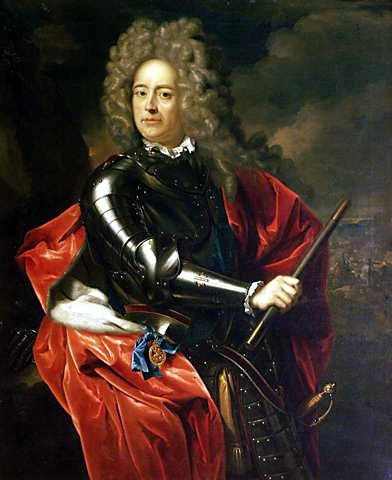
ジョン・チャーチル (初代マールバラ公) (1704)
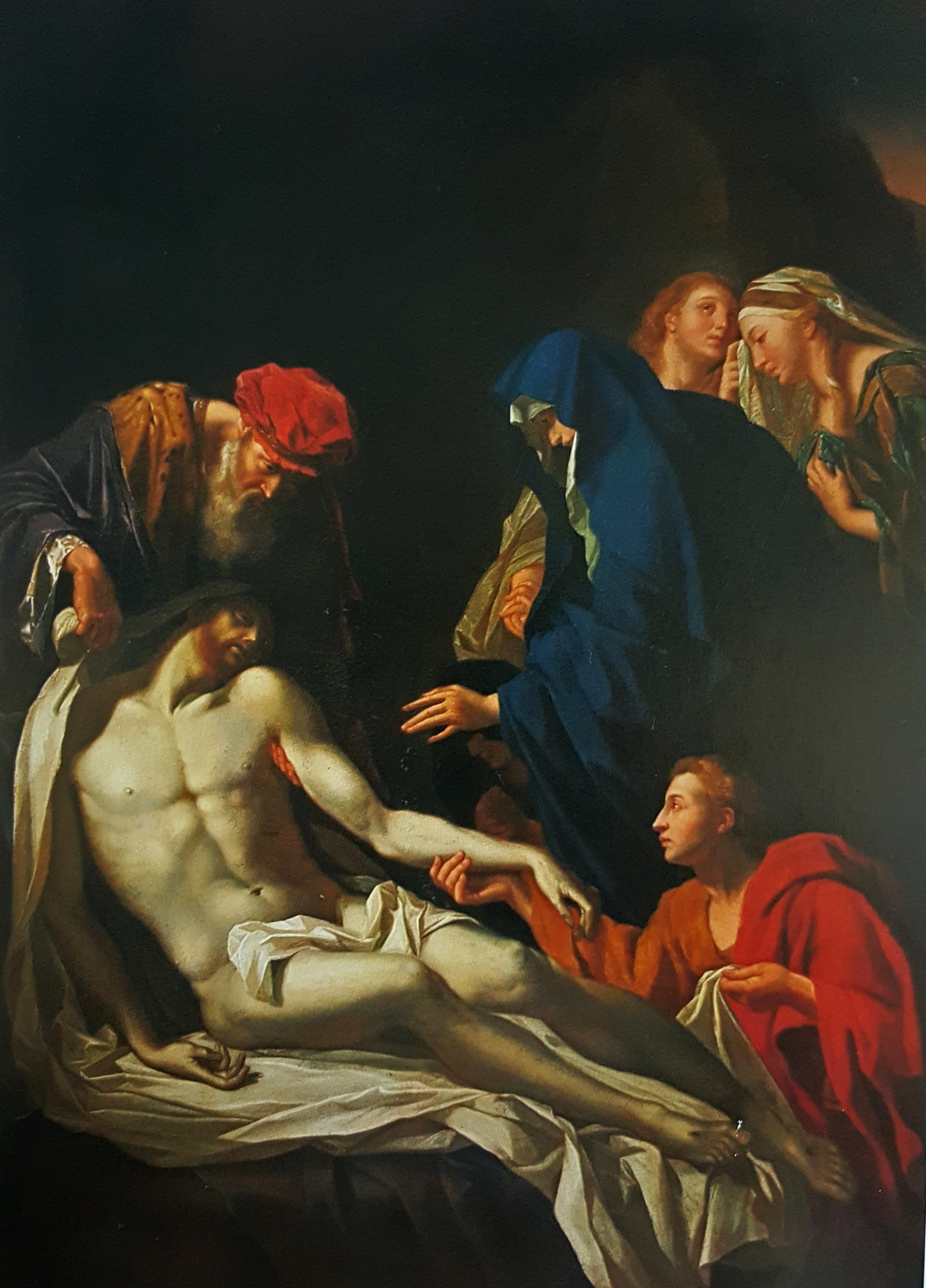
キリストの埋葬(1703)
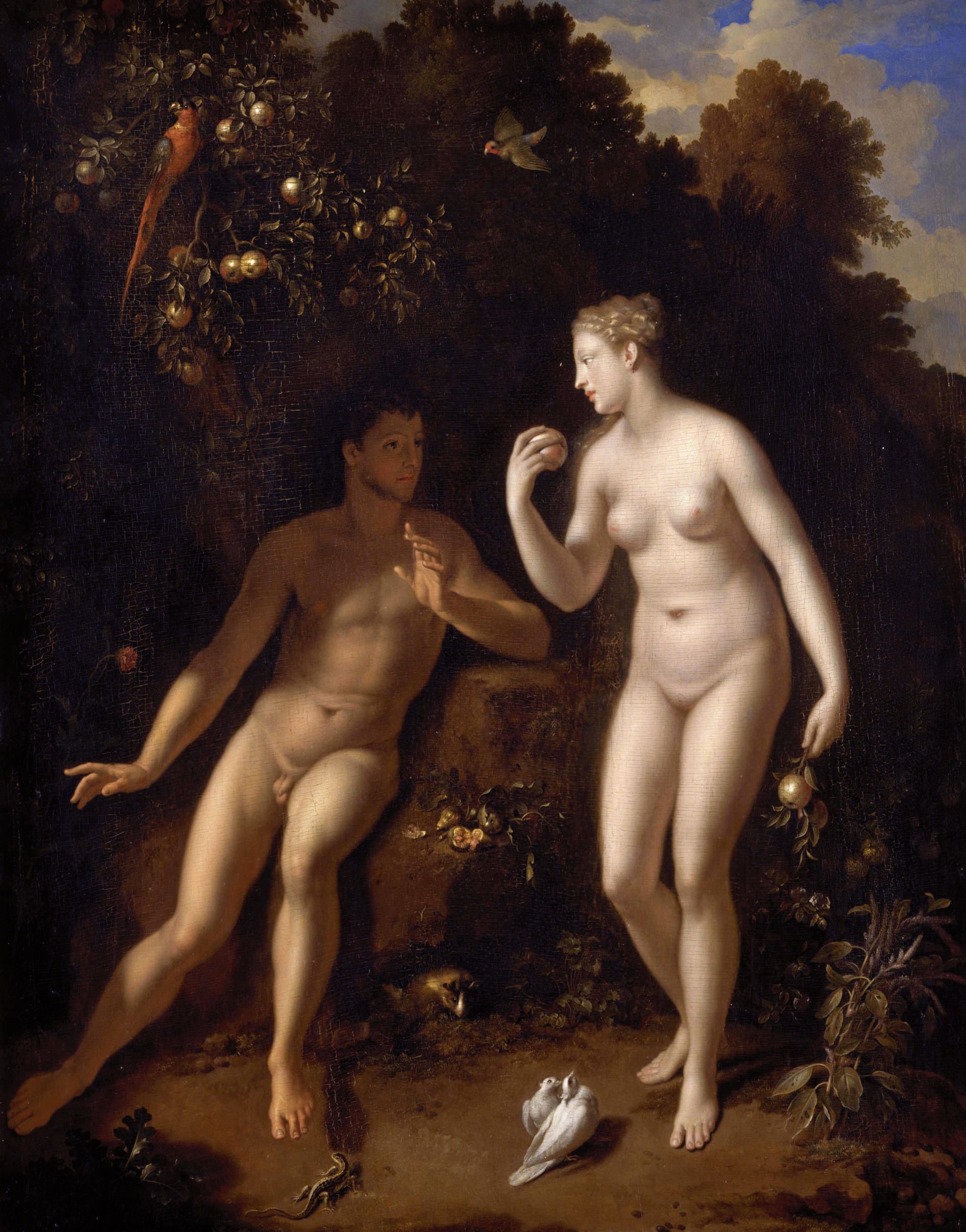
『アダムとイブ』(1711)
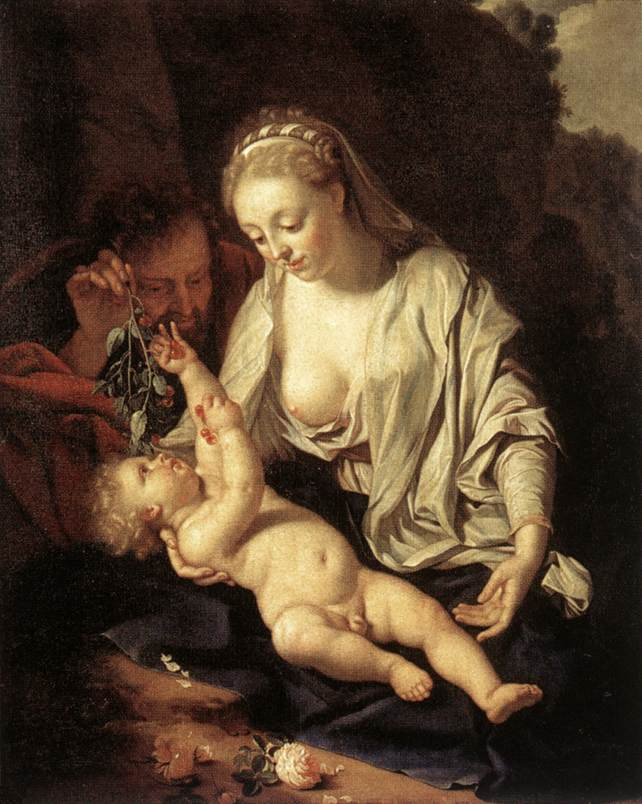
聖家族 (1714)
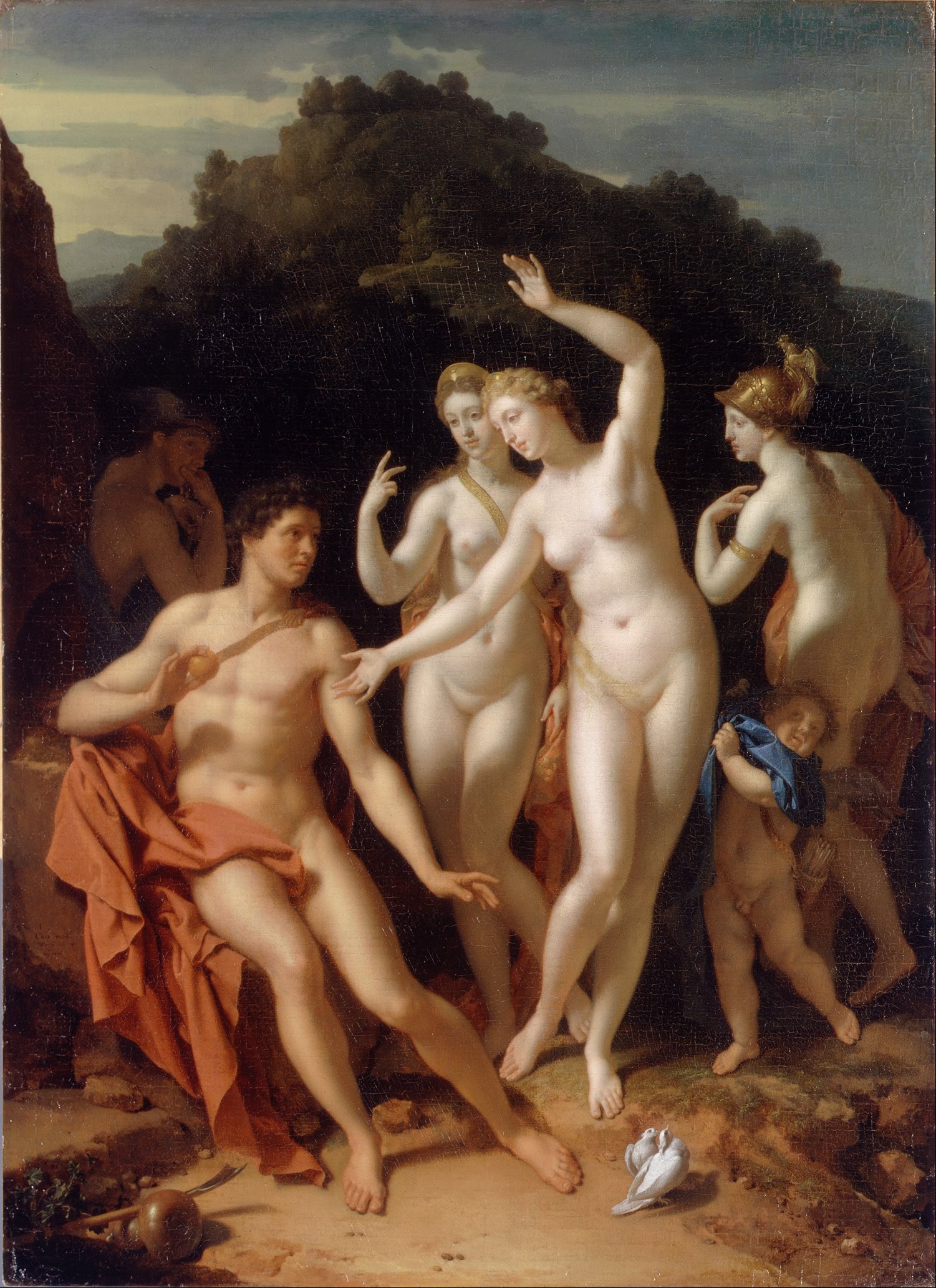
パリスの審判 (1716)
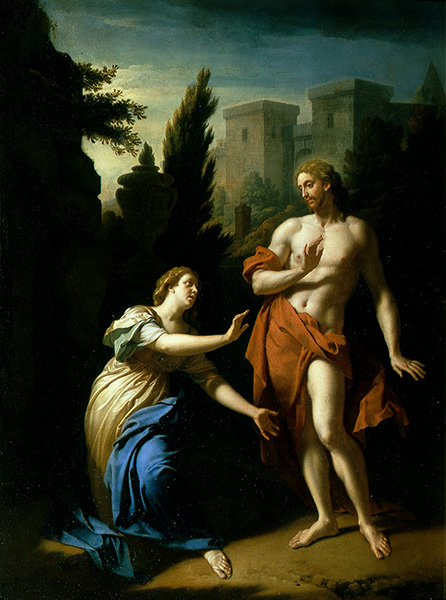
『ノリ・メ・タンゲレ』(1719)